# San Antonio (Intibucá)
San Antonio es un municipio del departamento de Intibucá en la República de Honduras.

## Toponimia
Su nombre es en honor a Antonio de Padua, santo de la iglesia católica.

## Límites
| Orientación | Límite                             |
| ----------- | ---------------------------------- |
| Norte       | Municipio de Piraera, Lempira      |
| Sur         | República de El Salvador           |
| Este        | Municipio de Camasca, Intibucá     |
| Este        | Municipio de Santa Lucia, Intibucá |
| Oeste       | Municipio de Priraera, Lempira     |
| Oeste       | República de El Salvador           |

Se extiende en forma irregular en terreno bastante quebrado y pedregoso y parece recostarse sobre los Río Guarajambla, Río Lempa y Río Torola; a 88 km de la cabecera departamental.

## Historia
Fue en sus primeros años una hacienda ganadera rodeada por las haciendas San Cristóbal, San Jacinto, Santa Teresa y Candelaria y empezó a fundarse en 1742.
No se sabe la fecha cuando le dieron categoría de Municipio.
En 1883, al crearse el Departamento de Intibucá, era uno de los Municipios que formaba el Círculo de Camasca.

## División Política
Aldeas: 8 (2013)
Caseríos: 74 (2013)
| Código | Aldea         |
| ------ | ------------- |
| 101001 | San Antonio   |
| 101002 | Bañaderos     |
| 101003 | El Cacahuatal |
| 101004 | San Francisco |
| 101005 | San Jacinto   |
| 101006 | San José      |
| 101007 | San Sebastián |
| 101008 | Santa Teresa  |